# Milan Svoboda (historik)
Milan Svoboda (28. ledna 1972 Frýdlant) je český historik a vysokoškolský pedagog působící na Technické univerzitě v Liberci, kde od roku 1997 vyučuje. Specializuje se především na dějiny českého a obecného novověku, dále regionální dějiny severních Čech a v neposlední řadě dějiny kultury a šlechty v Českých zemích.

## Životopis
Své dětství prožil ve Frýdlantu, kde se i narodil. Po maturitě roku 1990 na Střední ekonomické škole v Liberci začal studovat na Univerzitě Jana Evangelisty Purkyně v Ústí nad Labem. Studium na univerzitě zakončil roku 1995 obhájením diplomové práce na téma Kryštof II. z Redernu, renesanční kavalír a exulant. Téhož roku započal doktorandské studium, které ukončil roku 2003 disertační prací, která vyšla později jako monografie – Redernové v Čechách. Nalézání zapomenutých příběhů 16. a 17. věku (dizertační práce vyšla původně pod názvem Redernové a jejich svět). Tuto práci obhájil následujícího roku i u rigorózní zkoušky, čímž získal titul PhDr.
Od roku 1997 vyučuje a přednáší na Katedře historie Fakulty přírodovědně-humanitní a pedagogické Technické univerzity v Liberci, kde působil v minulosti nejen jako zástupce, později i sám jako vedoucí katedry. Na univerzitě vyučuje dějiny novověku, dále dějiny umění a kultury, regionální dějiny a vede též semináře a přednášky na Univerzitě třetího věku liberecké univerzity.
Dále se věnuje knižní kultuře a katalogizaci starých tisků v Krajské vědecké knihovně v Liberci a dějinám šlechty v českých zemí, konkrétně rodů Biberštejnů, Redernů, Gallasů i Clam-Gallasů. K tématu rodu Clam-Gallasů vyšla i jeho poslední monografie s názvem Franz hrabě Clam-Gallas: obrysy portrétu.
Mezi jeho další pedagogické působení patří i výuka na Katedře historie Filozofické fakulty Univerzity Jana Evangelisty Purkyně v Ústí nad Labem, kde vyučoval mezi lety 1999–2000 a 2002–2003. Od roku 2000 se společně s katedrou historie FP TUL a několika dalšími institucemi podílí na vydávání periodika Fontes Nissae – Prameny Nisy, kde působí jako člen redakční rady a zároveň jako výkonný redaktor.
Roku 2021 úspěšně dokončil habilitační řízení na Slezské univerzitě v Opavě na Filozoficko-přírodovědecké fakultě v oboru české a československé dějiny s obhájením práce Jan Karel Rohn (1711–1779). Teolog barokní doby mezi historií a lingvistikou (monografie se připravuje k vydání).
V rámci působení na TUL průběžně spolupracuje se studenty historie na badatelských projektech pod záštitou univerzity. V minulosti např. společně zpracovali dějiny kaple Božího hrobu u Kostela Nalezení svatého Kříže v Liberci, dále zdokumentovali hřbitovy na Frýdlantsku či Stručnou biografii Kristiána Kryštofa hraběte Clam-Gallase.